# 贵格会聚会所暨学校
贵格会聚会所暨学校（Friends Meetinghouse and School）是一个历史悠久的贵格会聚会所和毗邻的学校，分别位于美国纽约市布鲁克林Boerum山社区的Schermerhorn街110号和112号（Boerum坊转角）。

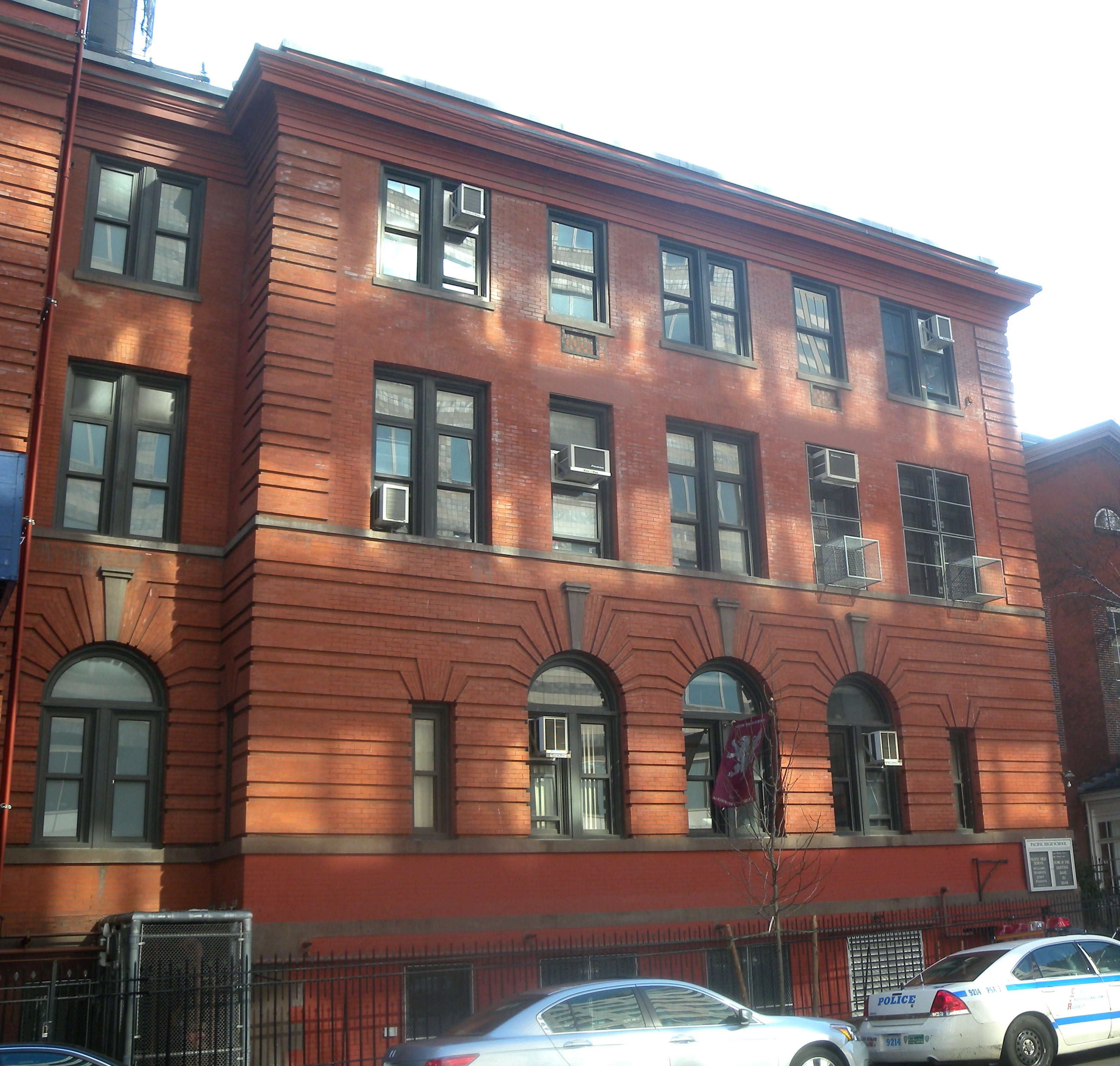
学校

该聚会所建于1857年，是一座三层半的红砖建筑，由查尔斯·B·布兰特设计。毗邻的布鲁克林贵格会学校建于1902年，是一座三层红砖建筑，由该校校友William Tubby设计。
该聚会所仍在使用，而布鲁克林贵格会学校在1973年搬到附近的另一个地点。2015年，一所公立学校入驻学校建筑。
1981年，聚会所被列为纽约市地标，1982年又与学校被列为国家史迹名录。